# Plagiohammus
Plagiohammus är ett släkte av skalbaggar. Plagiohammus ingår i familjen långhorningar.

## Dottertaxa tillPlagiohammus, i alfabetisk ordning[1]
- Plagiohammus albatus
- Plagiohammus blairi
- Plagiohammus brasiliensis
- Plagiohammus brunneus
- Plagiohammus camillus
- Plagiohammus confusor
- Plagiohammus decorus
- Plagiohammus elatus
- Plagiohammus emanon
- Plagiohammus granulosus
- Plagiohammus imperator
- Plagiohammus inermis
- Plagiohammus laceratus
- Plagiohammus lacordairei
- Plagiohammus lunaris
- Plagiohammus maculosus
- Plagiohammus mexicanus
- Plagiohammus nitidus
- Plagiohammus niveus
- Plagiohammus olivescens
- Plagiohammus ornator
- Plagiohammus pollinosus
- Plagiohammus quadriplagiatus
- Plagiohammus rotundipennis
- Plagiohammus rubefactus
- Plagiohammus sallei
- Plagiohammus sargi
- Plagiohammus spinipennis
- Plagiohammus sticticus
- Plagiohammus thiodes
- Plagiohammus thoracicus